# Haematopinoides squamosus
Haematopinoides squamosus är en insektsart som beskrevs av Henry Fairfield Osborn 1891. Haematopinoides squamosus ingår i släktet Haematopinoides och familjen gnagarlöss. Inga underarter finns listade i Catalogue of Life.